# Диханский сельский округ
Диха́нский се́льский окру́г (ранее — Ле́нинский сельсове́т, каз. Диқан ауылдық округі) — административная единица в составе Байзакского района Жамбылской области Казахстана.
Административный центр — село Дихан.

## История
В 1989 году существовал как Ленинский сельсовет в составе трёх населённых пунктов: Дикан (административный центр), Ленина, Победа.
В периоде 1991—1998 годов:
- сельсовет был переименован и преобразован в Диханский сельский округ;
- сёла Ленина и Победа были переименованы в сёла Аймантобе и Женис соответственно.

## Население
| Численность населения | Численность населения | Численность населения |
| 1989                  | 1999                  | 2009                  |
| --------------------- | --------------------- | --------------------- |
| 2443                  | ↗2467                 | ↗2841                 |

## Состав
| № | Населённый пункт | Тип населённого пункта       | Население, 1989 | Население, 1999 | Население, 2009 |
| - | ---------------- | ---------------------------- | --------------- | --------------- | --------------- |
| 1 | Аймантобе        | аул                          | 588             | ↗695            | ↗844            |
| 2 | Дихан            | село, административный центр | 1 381           | ↗1 394          | ↗1 437          |
| 3 | Женис            | село                         | 474             | ↘378            | ↗560            |